# Мечеть Ферхат-паши
Мечеть Ферхат-паши (босн. Ferhat-pašina džamija, тур. Ferhad Paşa Camii), также известная как Мечеть Ферхадия, расположена в самом центре города Баня-Лука, являясь одним из ярчайших примеров османской исламской архитектуры XVI века в Боснии и Герцеговине и в Европе. Мечеть была снесена в 1993 году при участии властей Республики Сербской. Восстановлена и открыта 7 мая 2016 года.
Мечеть была возведена в 1579 году по распоряжению боснийского санджак-бея Ферхат-паши Соколовича на средства, которые, как гласит легенда, были выплачены семьёй Ауэршперг за отрубленную голову габсбургского генерала Герберта VIII фон Ауэршперга и выкуп за его сына генерала после битвы на хорватской границе в 1575 году, в которой победило войско Ферхат-паши.
Мечеть, скорее всего, была построена по проекту учеником Синана. Нет письменных свидетельств о строителях, которые возвели мечеть, но из анализа её архитектуры следует, что её архитектор происходил из школы Синана, поскольку она демонстрирует очевидное сходство с мечетью Мурадие в Манисе, построенной Синаном в 1585 году.

## Архитектурный ансамбль
Ансамбль мечети Ферхат-паши состоял из самой мечети, внутреннего двора, кладбища, фонтана, трёх мавзолеев (турбе) и окружающей стены с воротами. Первоначальная стена с навесом была снесена после 1884 года, и была возведена более массивная стена, частично из каменной кладки и кованого железа, с новыми воротами и питьевым фонтаном. Во дворе также находился фонтан омовения (шадирван) с каменным бассейном и двенадцатью трубами. Вода для фонтана доставлялась из источника, который до сих пор известен как Шадрван (босн. Šadrvan). Над каменным бассейном находилась декоративная кованая решетка, а в XIX веке был добавлен деревянный купол и расписной мезонин в турецком стиле барокко, который был снесён в 1955 году. В одном из трёх рядом располагавшихся мавзолеев (турбе) располагалась гробница Ферхат-паши Соколовича, в других — его внучки Сафи-кадуны и его знаменосца. Позднее рядом с мечетью появилась часовая башня (Сахат-кула).
Как и большинство зданий этого типа в Боснии и Герцеговине, мечеть обладает скромными размерами: 18 метров в ширину, 14 метров в длину и 18 метров в высоту (вершина главного купола). Минарет имел 43 метра в высоту. Согласно легенде, когда мечеть была закончена в 1579 году, Ферхат-паша запер каменщиков внутри этого минарета, обрекая их на смерть, чтобы они никогда не смогли сотворить ничего столь прекрасного, но однажды ночью они сделали крылья и улетели.
В 1950 году мечеть Ферхат-паши была включена в список объектов культурного наследия Боснии и Герцеговины. Впоследствии она была поставлена под защиту ЮНЕСКО до её уничтожения в 1993 году. Ныне это место вместе с остатками мечети является национальным памятником Боснии и Герцеговины.

## Уничтожение

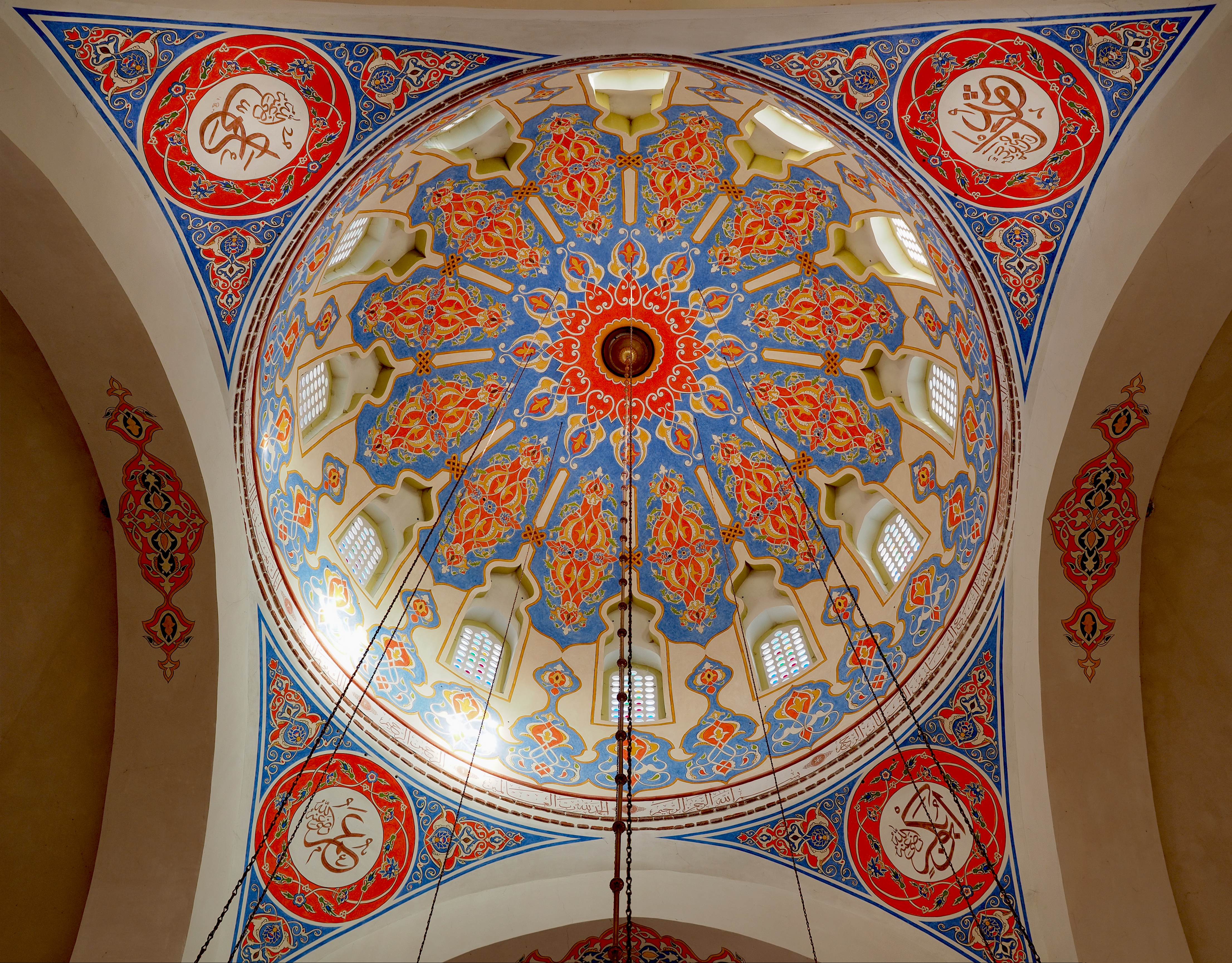
Купол восстановленной мечети Ферхат-паши

Мечеть Ферхат-паши стала одной из 16 разрушенных мечетей в городе Баня-Лука во время Боснийской войны в 1992—1995 годах.
Мечеть Ферхат-паши и мечеть Арнаудия, расположенная в 800 метрах от первой, были разрушены в одну ночь с 6 на 7 мая 1993 года (6 мая сербские православные отмечали Джурджевдан (Юрьев день)) с разницей в 15 минут. Одновременное уничтожение обеих мечетей, большое количество использованной взрывчатки и очевидная широкая координация действий не оставляют сомнений в причастности к этим преступлениям властей Республики Сербской. Минарет пережил первый взрыв, но затем был снесён до основания.
Международный трибунал по бывшей Югославии признал одного из сербских лидеров Баня-Луки Радослава Брджянина виновным в участии и организации уничтожения мусульманского наследия, включая мечети. Он был приговорён к тюремному заключению сроком на 32 года.
Дело Брджянина доказало, что разрушение мечетей было организовано в рамках кампаний этнических чисток.

## Восстановление

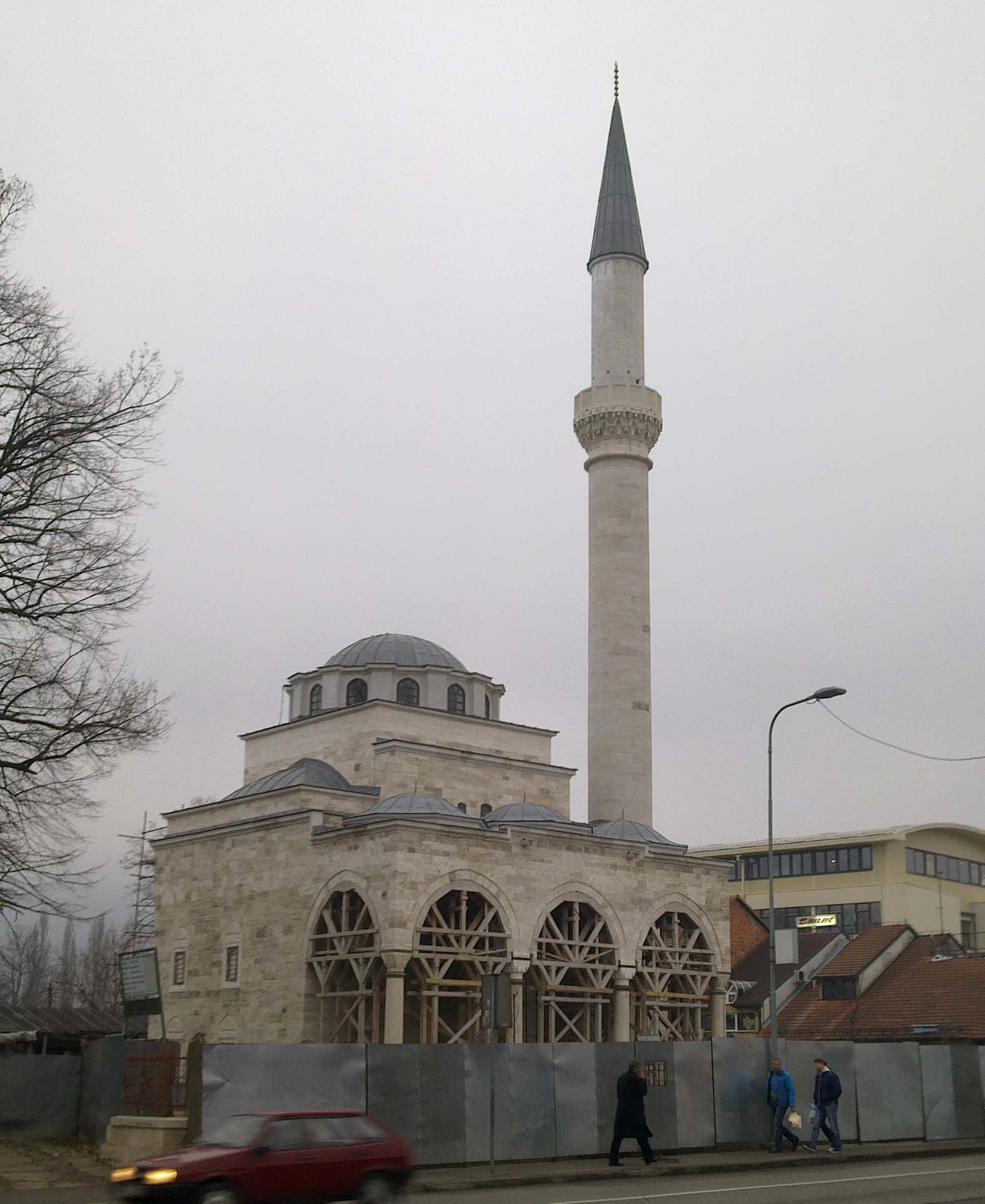
Мечеть Ферхат-паши в ходе восстановления в 2014 году

В 2001 году исламская община Баня-Луки получила разрешение на восстановление мечети. 7 мая сербские экстремисты напали на около 300 босняков, присутствовавших на церемонии закладки первого камня. «The New York Times» сообщала, что около тысячи православных сербов участвовали в нападении, бросали камни, сожгли транспортные средства, пекарню, мусульманские молитвенные коврики и флаг Исламского центра, над которым они подняли флаг боснийских сербов. Также они загнали свинью на место мечети, желая оскорбить мусульман. В Исламском центре оказались 250 человек, включая представителя ООН в Боснии, послов Великобритании, Швеции и Пакистана, а также других международных и местных чиновников. Полиция боснийских сербов в конце концов освободила их. Более 30 босняков получили ранения, и по меньшей мере восемь из них были доставлены в больницы Баня-Луки. Один из них позже скончался от травм головы. Сорванная церемония проводилась в восьмую годовщину уничтожения мечети, в дату, которая впоследствии была выбрана в качестве официального дня мечетей в Боснии и Герцеговине. Через несколько дней, тайно и под усиленной охраной, церемония прошла успешно. Но из-за более раннего нападения реконструкция не была начата.
Хотя большинство мечетей, разрушенных в Баня-Луке во время Боснийской войны, восстанавливались с 2001 года, реконструкция мечети Ферхат-паши затягивалась. Работы откладывались из-за возникавших сложностей. Сараевская школа архитектуры и дизайна и научно-исследовательский центр провел предварительные исследования, оценив стоимость восстановления в 12 миллионов конвертируемых марок (около 8 миллионов долларов США). Местный магистрат постановил, что власти Баня-Луки, контролируемые боснийскими сербами, должны выплатить 42 миллиона долларов США исламской общине для восстановления 16 местных мечетей (включая мечеть Ферхат-паши), которые были разрушены во время Боснийской войны 1992—1995 годов. Однако впоследствии это решение было отменено Высшим судом Сараево, когда Республика Сербская выступила против выплаты ущерба, причинённого отдельными лицами.
В июне 2007 года были завершены ремонтные работы на фундаментах, которые пережили разрушение. В течение следующих девяти лет шло восстановление всего комплекса мечети, который был торжественно открыт 7 мая 2016 года в присутствии 8 000 человек, как мусульман, так и представителей других религиозных общин Боснии и Герцеговины.